# Amadou Traoré (Fußballspieler, 2002)
Amadou Traoré (* 7. März 2002 in Paris) ist ein französisch-guineischer Fußballspieler, der zuletzt bei Girondins Bordeaux in der Ligue 1 spielte.

## Karriere

### Verein
Traoré begann seine fußballerische Karriere beim Paris FC in seiner Geburtsstadt. 2015 wechselte er zu Girondins Bordeaux in die Jugendakademie. In der Saison 2018/19 lief er zunächst für die zweite Mannschaft auf, wie auch in der Folgesaison. Mit 2020/21 zusammen lief er 25 Mal in der National 2 und 3 auf. Außerdem kam er in der Saison 2017/18 zweimal in der Youth League zum Einsatz. Am 25. Oktober 2020 (8. Spieltag) debütierte er für die Profimannschaft in der Ligue 1, als er gegen Olympique Nîmes in der 83. Minute für Hatem Ben Arfa ins Spiel kam. Seine erste Torbeteiligung für die Mannschaft gelang ihm am 17. Januar 2021 (20. Spieltag) gegen OGC Nizza bei einem 3:0-Sieg, bei dem er das Tor zum Endstand von Toma Bašić vorlegte. Seit dem 17. Spieltag kam er in fast jedem Ligue-1-Spiel als Einwechselspieler zum Einsatz.
Im Juli 2022 verließ er seinen Ausbildungsverein Girondins Bordeaux.

### Nationalmannschaft
Traoré spielte bisher in zwei Juniorenteams der FFF. Mit der U17-Nationalmannschaft nahm er unter anderem an der U17-Weltmeisterschaft 2019 teil, bei der man im Halbfinale gegen Italien aus dem Wettbewerb flog.